# Emil Leinhas
Emil Gustav Karl Leinhas (* 4. März 1878 in Mannheim; † 20. Januar 1967 in Muralto) war ein deutscher Kaufmann und Anthroposoph. Er war ab 1919 einer der engsten Mitarbeiter Rudolf Steiners in der Dreigliederungsbewegung.

## Leben
Als ältester Sohn von acht Kindern musste Emil Leinhas schon früh im Import-Export-Unternehmen des Vaters mitarbeiten. Hier und anschließend in einer Kolonialwarenhandlung absolvierte er seine kaufmännische Ausbildung. 1909 heiratete er. 1910 wurde er in Hamburg Direktor der Palmin-Fabrik.
1912 wurde er in den engsten Kreis der Deutschen Sektion der Theosophischen Gesellschaft aufgenommen. Als Leinhas während des Krieges in Berlin im Kriegsministerium, später im Kriegsernährungsamt tätig war, besuchte er zahlreiche Vorträge Rudolf Steiners in Berlin.
1919 wurde Leinhas von Emil Molt zum Direktor der Zigarettenfabrik Waldorf-Astoria in Stuttgart ernannt. Im März 1920 war er Mitbegründer des Aufsichtsrats und im September 1921 Generaldirektor der aus der Dreigliederungsarbeit hervorgegangenen Firma Der Kommende Tag. Aktiv (im Arbeitsausschuss und mit Vorträgen) war Leinhas auch 1919 bei der Verbreitung von Rudolf Steiners Aufruf An das deutsche Volk und die Kulturwelt beteiligt.
Zusammen mit Carl Unger und Ernst Uehli gehörte er von 1921 bis 1923 dem Zentralvorstand der Anthroposophischen Gesellschaft an. 1922 wurde er Rechnungsführer, später Vorsitzender des Waldorfschulvereins Stuttgart und ab Februar 1923 Vorstandsmitglied der Anthroposophischen Gesellschaft in Deutschland. In der Filiale Basel der Futurum AG, der „Strick- und Wirkwarenfabrik AG“, hat er von September 1922 bis August 1925 als Verwaltungsrats-Delegierter die Aufgaben des Geschäftsführers übernommen.
Nach dem Scheitern der Dreigliederungsbewegung hat Emil Leinhas auch die Liquidation der AG Der Kommende Tag übernommen. Dabei gelang es ihm, entscheidende Werte zu retten und der neu gegründeten Waldorfschule das Überleben zu sichern. Ab 1923 wirkte er im Verwaltungsrat der 1922 gegründeten Internationale Laboratorien AG (ILAG) in Arlesheim. Im Oktober 1924 realisierte er zusammen mit Joseph Emanuel  van Leer die Übernahme der Laboratorien in Stuttgart und Schwäbisch Gmünd in die ILAG, aus der dann die Weleda AG hervorging. Von 1926 bis 1935 sorgte Leinhas als Direktor für den Aufbau der deutschen Weleda.
Nach 1935 handelte er mit Lederwaren und trug die wirtschaftliche Verwaltung der Stuttgarter Waldorfschule mit.
Sein Bemühen, eine Anerkennung der Marie Steiner testamentarisch übertragenen Autorenrechte für das Werk Rudolf Steiners innerhalb der Gesellschaft zu erwirken, blieb erfolglos. Seit 1949 arbeitete er unter anderem als Herausgeber und Rechnungsrevisor in der Rudolf Steiner-Nachlassverwaltung.

## Werke
- Der Bankerott der Nationalökonomie. Verlag Der Kommende Tag, Stuttgart 1921
- Die Idee des „Kommenden Tages“. Der Kommende Tag, Stuttgart 1921
- Zur Dreigliederung des sozialen Organismus. Alfons Bürger-Verlag, Lorch 1946
- Vom Wesen der Weltwirtschaft. Versuch eine Weltwirtschaftslehre zu begründen. Bürger, Lorch 1949
- Aus der Arbeit mit Rudolf Steiner. Sachliches und Persönliches. Zbinden, Basel 1950
- Von den Aufgaben und Zielen der Wirtschaft. Basel 1958
- Einige Gesichtspunkte zum Verständnis der Vorgänge in der Anthroposophischen Gesellschaft und Bewegung nach Rudolf Steiners Tod. Ein Versuch. Privatdruck, Stuttgart 1963